# Eliseo Gomezjurado Benavides
Eliseo Gomezjurado Benavides (Aldana, 18 de diciembre de 1864–4 de marzo de 1951) fue un político colombiano, segundo gobernador de departamento de Nariño.

## Biografía
Nació en la hacienda el Manzano en Aldana, donde su familia se había refugiado por la persecución política. Estudia Derecho en el Colegio Académico de Pasto, en 1891 obtuvo su título como Abogado. Y así fue Fiscal del Juzgado del Circuito, Fiscal del Juzgado Superior, y Magistrado del Tribunal Superior. 
Como legislados fue Senador en cuatro periodos llegando a Presidente del Senado de la República, 1923 y 1928.
Como Militar, General de la República por decreto 408 de 1902, ocupando diferentes cargos hasta llegar a General, participó en diferentes batallas, en contiendas civiles y también defendiendo la patria cuando tropas del ejército ecuatoriano trataron de invadir Colombia en 1900. En la guerra de los Mil días, cumple comisiones de servicio en Cali, Popayán y Pasto, en 1899.
Como Gobernante fue el último prefecto de la provincia de Pasto, del antiguo Cauca del año 1903 a 1904, y trabajó por la creación del departamento de Nariño, junto con prestantes hombres de la época. 
Fue el segundo gobernador del Departamento de Nariño y lo hizo en tres periodos: de 1909 a 1911, de 1923 a 1927, y de 1928 a 1930. Inicia la construcción del Edificio de la Gobernación en su primer mandato; en 1910, puso la primera piedra del palacio departamental y lo inauguró en el último mandato. Su obra de Gobierno es llamada “De los Puentes y los Caminos”, pues dotó al Departamento de 15 puentes y de carreteras como la de Tuquerres y el Tambo. Fundó la Biblioteca del Departamento el 24 de julio de 1910. Organizó la Lotería de Nariño Dec. 346 del 5 de junio de 1925. El 28 de junio de 1926, se inicia la obra de Ferrocarril desde Popayán a la frontera. 
Durante su Gobierno no permitió ningún gasto que pudiera llamarse despilfarro.
Murió el 4 de marzo de 1951 a los 86 años.

## Honores
Todas sus medallas y condecoraciones obtenidas las donó personalmente a la Virgen de las Mercedes, Gobernadora de Pasto y posteriormente de Nariño para que fuesen fundidas en la corona que fue elaborada en el año de 1942, cuando fue canónicamente condecorada. 